# Уланок
Ула́нок — село в Суджанском районе Курской области. Административный центр Уланковского сельсовета.

## Этимология
Существуют две основные версии происхождения названия села Уланок. Согласно первой версии, название селу дано в честь улан, полк которых долгое время размешался на его территории. По второй версии, название имеет украинское происхождение (село основано украинскими казаками) и означает «село у поля» (лан — поле, нива, пашня).

## Физико-географическая характеристика

### Географическое положение
Село располагается на юго-западе Среднерусской возвышенности. Поверхность села Уланок представляет собой холмистую равнину, понижение которой идёт к югу, а повышение — к северу. К югу от села по речной пойме протекает река Псёл. На юго-западной окраине села расположено торфяное болото, за которым начинается лес. К северу и северо-востоку проходит железная дорога, пересекающая поле. К востоку располагается сплошной лесной массив (смешанный лес — Маховщина).

### Климат
Климат села умеренно континентальный. На климатические условия значительно влияют западные ветры, дующие с Атлантического океана, которые приносят зимние снегопады, сопровождаемые оттепелью, а в летнее время сопровождаются дождём, охлаждающим летнюю жару. Охлаждающее действие Северного Ледовитого океана также сказывается на этой местности, проявлением чего является ясная, морозная погода зимой и холодная погода летом. Количество осадков 650—700 миллиметров в год. Для весны характерно быстрое таяние снега, она сырая и прохладная. Осень, как правило, дождливая, но бывает и сухой и тёплой, что представляет удобство для уборки урожая.
| Показатель                                                                   | Янв. | Фев. | Март | Апр. | Май  | Июнь | Июль | Авг. | Сен. | Окт. | Нояб. | Дек. | Год  |
| ---------------------------------------------------------------------------- | ---- | ---- | ---- | ---- | ---- | ---- | ---- | ---- | ---- | ---- | ----- | ---- | ---- |
| Средний суточный максимум, °C                                                | −3,5 | −2,3 | 3,8  | 13,6 | 19,9 | 23,2 | 25,7 | 25,1 | 18,7 | 11,1 | 3,9   | −0,6 | 11,6 |
| Средняя температура, °C                                                      | −5,6 | −4,9 | 0,1  | 8,8  | 15,2 | 18,9 | 21,3 | 20,5 | 14,5 | 7,7  | 1,7   | −2,6 | 8,0  |
| Средний суточный минимум, °C                                                 | −8   | −8   | −3,9 | 3,3  | 9,6  | 13,6 | 16,3 | 15,4 | 10,2 | 4,4  | −0,6  | −4,8 | 4,0  |
| Норма осадков, мм                                                            | 51   | 43   | 48   | 49   | 62   | 67   | 71   | 51   | 55   | 55   | 46    | 49   | 647  |
| Источник: Погода по месяцам c ru.climate-data.org(дата обращения: Июль 2021) |      |      |      |      |      |      |      |      |      |      |       |      |      |

### Растительность
Село Уланок располагается в лесостепной зоне, однако естественная растительность к настоящему моменту не сохранилась: основная часть территории распахана, а лес и кустарники остались лишь в непригодных для распашки местах: по долинам рек, по склонам балок и оврагов. В местности преобладают дуб, ясень, вяз, клён, липа, осина, берёза, тополь, ольха; подлесок образуют орешник, лещина, черёмуха. Большая часть песчаных мест засажена сосной и жёлтой акацией. Изредка в окрестностях села встречается белая акация, бересклет. По берегам реки Псёл растёт ива. На нетронутых лугах произрастает клевер, тимофеевка, люцерна, овсяница, ромашка.

## Население
| 2002 | 2010 | 2012 | 2013 | 2014 | 2015 | 2016 |
| ---- | ---- | ---- | ---- | ---- | ---- | ---- |
| 616  | ↘502 | ↗507 | ↘502 | ↘499 | ↘489 | ↗498 |
| 2017 | 2018 | 2019 | 2020 | 2021 |      |      |
| ↗516 | ↗537 | ↘536 | ↘499 | ↘498 |      |      |

Численность населения Уланковского сельсовета составляет 502 человека (по состоянию на 1 января 2012 года).

## Транспорт
Уланок находится в 11 км от автодороги регионального значения 38К-004 (Дьяконово — Суджа — граница с Украиной, на автодороге 38К-028 (Обоянь — Суджа), на автодороге межмуниципального значения 38Н-515 (38К-028 — Махновка — Плёхово — Уланок), в 4,5 км от автодороги 38Н-518 (38К-028 — Русская Конопелька), в 4 км от автодороги 38Н-521 (38К-028 — Черкасская Конопелька), в 3 км от ближайшего ж/д остановочного пункта Конопельки (линия Льгов I — Подкосылев). Остановка общественного транспорта.

## Достопримечательности

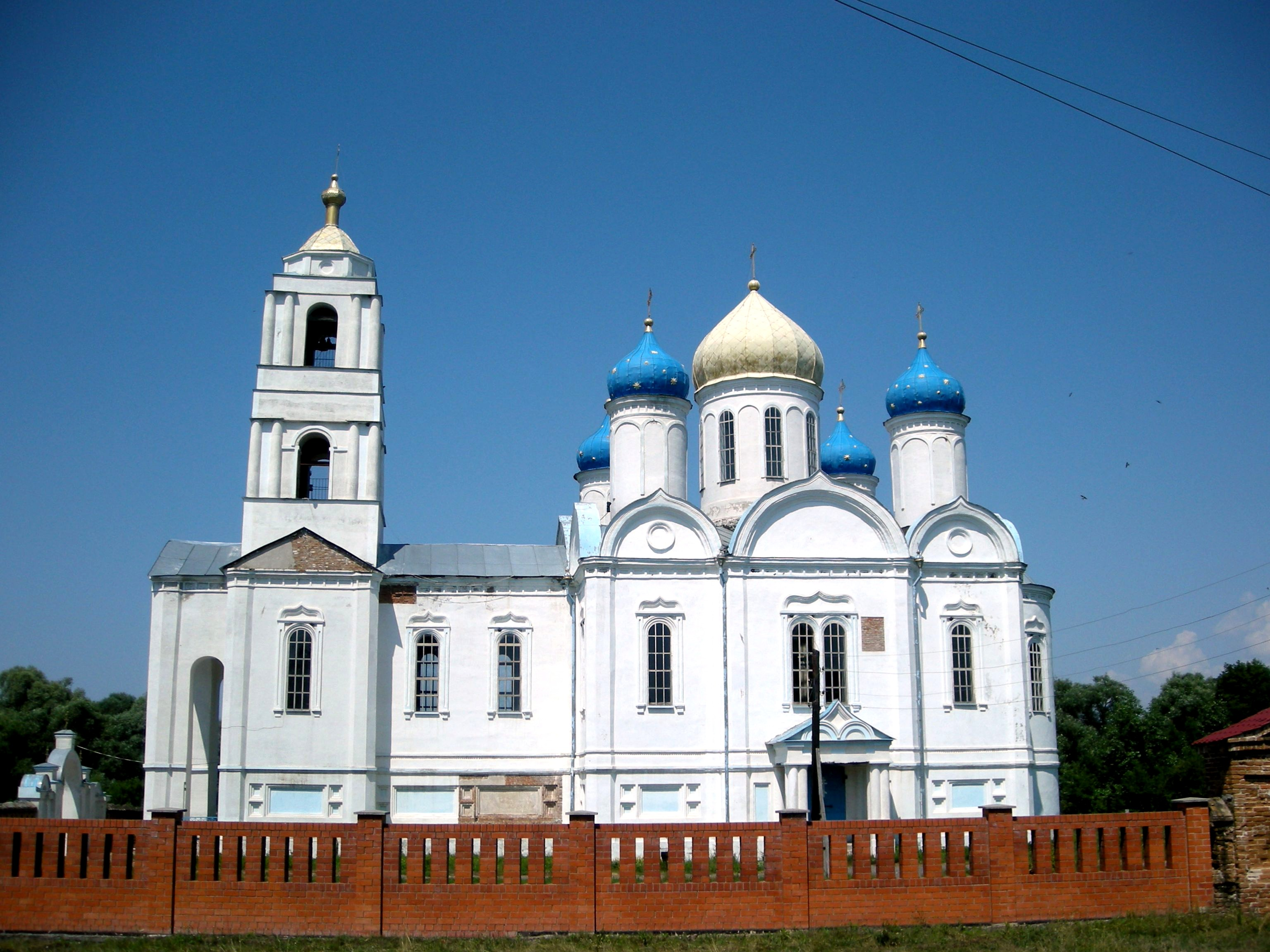
Храм Рождества Христова

### Храм Рождества Христова
Православный одноэтажный каменный пятиглавый храм в форме креста, соединённый с трёхъярусной колокольней. Построен в 1851—1862 годах в традициях русско-византийского стиля. Храм Рождества Христова примечателен своими росписями, выполненными во второй половине XIX века и сохранившимися примерно на 70 %, которые оформлены по так называемому сюжетно-повествовательному типу и характеризуются необычным порядком расположения сюжетов — хронологическим, а не в соответствии с годовым литургическим календарём. Памятник архитектуры регионального значения.

### Монумент «Обелиск Жизни»
Монумент «Обелиск Жизни» работы украинского скульптора Богдана Мазура установлен в селе Уланок в 2005 году. Открытие монумента было приурочено ко дню села. Скульптуру венчают два аиста — символы любви и счастья.

## Археология
Близ Уланка найдено два литых височных кольца пастырского типа с клювовидными отростками и браслет с подгранёными полыми расширенными концами VII века. Это самая удалённая от Пастырского городища и северная находка височных колец этого типа.